# NGC 426
NGC 426 é uma galáxia elíptica (E) localizada na direcção da constelação de Cetus. Possui uma declinação de -01° 16' 21" e uma ascensão recta de 1 horas, 13 minutos e 49,5 segundos.
A galáxia NGC 426 foi descoberta em 20 de Dezembro de 1786 por William Herschel.